# Лобановка (Донецкая область)
Лобановка (укр. Лобанівка) — посёлок, входит в Шахтёрский городской совет Донецкой области Украины. Находится под контролем самопровозглашённой Донецкой Народной Республики.

## География
Посёлок расположен на реке Ольховой (левый приток Крынки).

#### Соседние населённые пункты по странам света
С: Кировское
СЗ: Ольховка
СВ, В, ЮВ:   город Шахтёрск (выше по течению Ольховой)
З: Зуевка (ниже по течению Ольховой)
ЮЗ: Цупки, город Зугрэс
Ю: Сердитое, Зачатовка, Садовое

## Население
Население по переписи 2001 года составляло 24 человека.

## Общая информация
Телефонный код — 6255. Код КОАТУУ — 1415346003.

## Местный совет
86250 Донецкая обл., Шахтерский городской совет, пгт. Сердитое, ул. 301 Донецкой дивизии, 2а, тел. 71-56-29